# Pesaro
Pesaro, AFI [ˈpeːzaro] ( ? i  escolteu-ne la pronunciació en italià), és una ciutat d'Itàlia, a les Marques, província de Pesaro i Urbino, amb una població de 96.786 habitants l'any 2020.

## Història
Pisaurum (en grec antic: Πισαῦρον) era el nom clàssic de la ciutat de Pesaro, situada a la costa de la mar Adriàtica, entre Fanum Fortunae (Fano) i Ariminum (Rímini) a la via Flamínia, i a la desembocadura del petit riu Pisarus (modern Foglia), del que segurament agafava el nom. El territori formava part de l'Ager Gallicum, el territori dels gals sènons, però no consta que abans del domini romà existís la ciutat. La primera vegada que s'esmenta el nom és quan es va fundar la colònia romana l'any 184 aC, al mateix temps que les de Potentia i Picenum. Cada colon va rebre 6 jugueres de terra i la ciutadania romana. Després de la seva fundació, segons Titus Livi, diversos censors hi van realitzar obres públiques per engrandir-la. La ciutat es va desenvolupar i va ser una de les principals d'aquesta zona.
Juli Cèsar la va ocupar després de creuar el Rubicó (49 aC). Marc Antoni hi va enviar un nou cos de colons però poc després va patir un terratrèmol que va destruir gran part de la ciutat, l'any 31 aC, just abans de la batalla d'Àccium. August la va restaurar i hi va portar nous colons, i en aquella època portava el títol de Colonia Julia Felix Pisarum. Era una colònia de certa importància durant tot l'Imperi, però mai va superar a la veïna Fanum Fortunae, encara que segons Plini el Vell s'hi construïen naus, ja que era la seu d'un Collegium Fabrorum Navalium, degut al seu tràfic portuari, tot i que no tenia un port gaire gran.
Vitiges la va destruir durant la guerra gòtica (539) però Belisari la va restaurar (544). Va ser inclosa a l'Exarcat de Ravenna, i va ser una de les ciutats del Ducat de la Pentàpolis. Ocupada pels longobards l'any 751, els francs, l'any 756, després de derrotar el rei Astolf, la van entregar al Papa Esteve II.
Administrada pels seus bisbes, la comuna va afermar el seu poder al segle xii, però a començament del segle xiii el Papa la va concedir a la casa d'Este. L'any 1259 van arribar al poder els Manfredi però el Papa la va recuperar el 1266 i la va donar als Malatesta que la van posseir fins al 1445. Després va estar en mans dels Sforza (1445-1446, 1447-1500) dels Visconti (1445-1446) Cèsar Borja il Valentino (1500-1503) dels Sforza un altre cop (1503-1512) i dels della Rovere (1513-1631), quedant inclosa en el ducat d'Urbino, de la que en va ser capital des de 1523 i es van construir nombrosos palaus i edificis i una nova muralla (el mur Roveresche). El 1631 es va reincorporar als Estats Pontificis.
Va formar part del Regne napoleònic d'Itàlia fins al 1815. El 1860 se la va annexionar el Regne de Sardenya.

## Senyors de Pesaro, família Sforza
- Alessandro Sforza (1409-1473), senyor de Pesaro 1445-1446 i 1447-1473
- Costanzo I Sforza (1447-1483), senyor de Pesaro 1473-1483
- Joan Sforza (1466-1510), senyor de Pesaro 1483-1500 i 1503-1510 (casat el 1489 amb Maddalena Gonzaga († 1490) i el 1493 amb Lucrècia Borja (1480-1519) de la que es va divorciar el 1497.
- Giovanni Maria Sforza (Costanzo II) 1510-1512 († 1512)

## Fills il·lustres
- Francesco Vatielli (1877-1946) compositor i musicògraf.
- Gioacchino Albertini (1751-1812) compositor musical.
- Gioacchino Rossini (1792 - 1868) compositor